# See You Later, Alligator
See You Later Alligator è un brano musicale rock and roll degli anni cinquanta, prodotto da Milt Gabler, registrato e pubblicato il 12 dicembre 1955.

## Storia
Il brano, intitolato originariamente Later Alligator, fu scritto e registrato dal cantautore della Louisiana Robert Charles Guidry sotto il nome d'arte Bobby Charles nel 1955.
La più famosa incisione della canzone fu però di Bill Haley per la Decca Records. La registrazione, come molte altre che il cantante realizzò per l'etichetta, avvenne al Pythian Temple studio di New York.
L'arrangiamento della canzone di Haley ha un andamento più sostenuto della versione originale di Guildry, in modo tale da cambiare la canzone da rhythm and blues a rock and roll.